# Pikó Károly
Pikó Károly (Cigánd, 1952. június 18. – 2018. április 13.) 
magyar belgyógyász, sportorvos.

## Élete
1970-ben a II. Rákóczi Ferenc Gimnáziumban érettségizett. 1970-ben a Debreceni Orvostudományi Egyetemen diplomázott. 1980-ban belgyógyász, 1991-ben sportorvosi szakvizsgát tett.
1976-tól a nyíregyházi Jósa András Megyei Kórház munkatársa volt. 1976 és 1985 között belgyógyász volt, majd 1985-től a Sürgősségi Betegellátó Osztály vezető orvosaként tevékenykedett. A Testnevelési Főiskolán óraadó tanár volt. Szakterülete a regeneráció volt. 1976-tól a magyar atlétikai válogatott keret sportorvosa volt. A Magyar Sürgősségi Orvostani Társaság (MSOTKE) örökös alapító elnöke volt.